# 塞特 (埃罗省)
塞特（法語：Sète，法語發音：[sɛt]，当地发音：[sɛtə]），法国南部城市，奥克西塔尼大区埃罗省的一个市镇，隶属于蒙彼利埃区，其市镇面积为24.2平方公里，2022年1月1日时人口数量为45,090人，在法国城市中排名第165位。
塞特位于埃罗省东南部，地中海与托湖之间的圣克莱尔峰四周，被称为“独立之岛”（île singulière），米迪运河由此注入地中海，沿法国地中海延伸的干线铁路亦由此通过。塞特是法国南部重要的旅游城市，因当地温暖的气候和独特的自然风光而闻名。法国文学家保羅·瓦勒里和歌手乔治·布拉桑出生于此。

## 地名来源
“塞特”一名最初于公元一世纪以“[Σήτιον ὄρος] 错误：{{Lang}}：無法辨識代碼 gre（帮助）”的形式被克劳狄乌斯·托勒密记载，中世纪时被简化为，后逐渐衍变成为。其现代写法自1928年起成为该地的官方名称。

## 历史

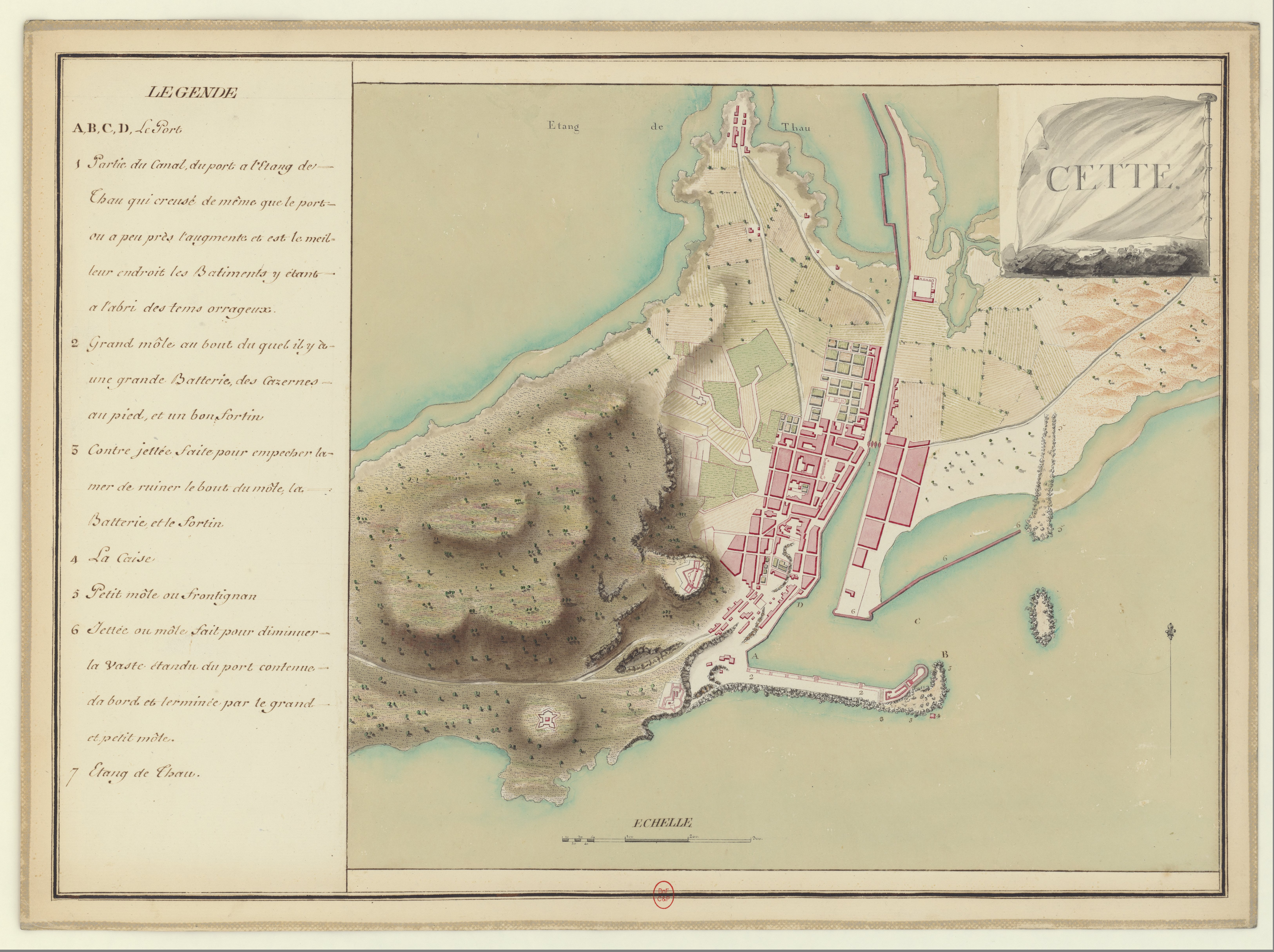
18世纪末的塞特地图

塞特最初于公元一世纪被记载，彼时，托湖与地中海之间尚未形成固定的沙堤，沿地中海的道路多由托湖西侧通过。中世纪时期，塞特长期为朗格多克地区的一个普通渔村，至中世纪末，托湖东侧沙堤逐渐固定。16世纪时，蒙莫朗西公爵亨利一世首次主持在此建设港口，以沟通托湖和地中海。军事家塞巴斯蒂安·勒普雷斯特·德·沃邦曾于1684年到访塞特，提出了港口加固计划。18世纪初，当地又建成了两处军事城堡。至18世纪末，塞特已成为一个人口数量超过七千的海滨城市。法国大革命后，塞特成为埃罗省的一个市镇，为其官方名称。19世纪中期，米迪运河建成，塞特是该运河最东端的城市，成为重要的海陆中转港口，由此使得当地的商业得到快速发展。工业革命期间，分属于法国南部铁路公司的波尔多－塞特铁路和法国巴黎-里昂-地中海铁路公司的塔拉斯孔－塞特铁路在此贯通运行，构成了法国南部的铁路大动脉。1872年，埃罗省工商会在此建立分部，以促进当地的商业发展。1928年，当地的官方名称由更改为。二十世纪中后期，随着朗格多克旅游业的发展，塞特的人口数量逐年增加，配套市政设施不断完善，成为法国南部重要的旅游城市。

## 地理

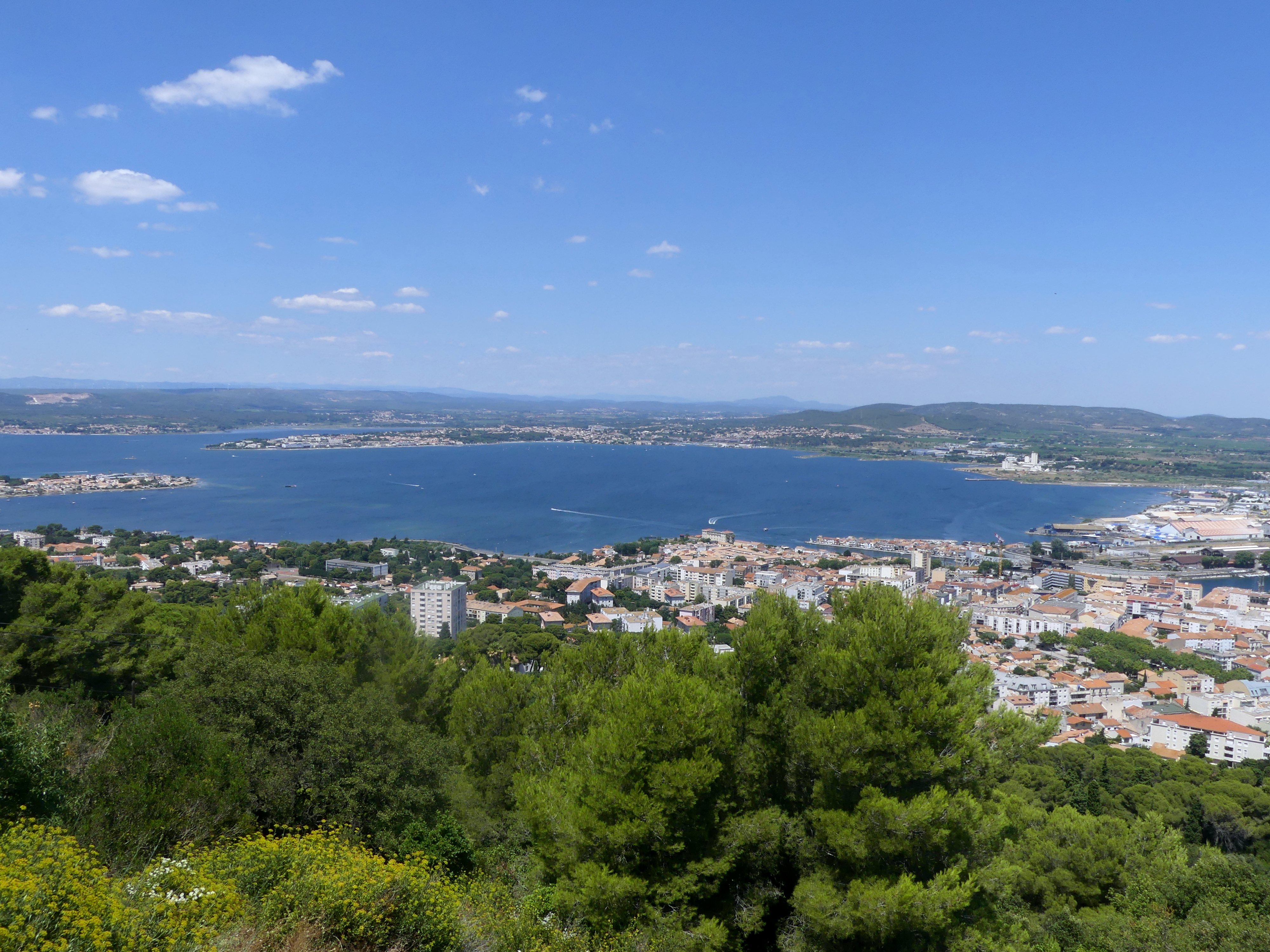
远眺托湖

塞特位于法国南部，奥克西塔尼大区东部和埃罗省东南部，距离省会蒙彼利埃大约30公里。与塞特接壤的市镇包括：弗龙蒂尼昂、布济格、卢皮扬、马尔塞扬、梅兹。

### 地形
塞特位于地中海与托湖之间的沙堤上，市中心位于圣克莱尔峰四周，峰顶海拔176米，是境内的最高点。

### 水文
连接地中海与托湖之间的运河从塞特市中心经过，并有多处水道，该运河是米迪运河的组成部分，该河由此与地中海连通。

### 植被
塞特属于亚热带常绿硬叶林区，圣克莱尔峰四周的坡地上有大片林地分布。

### 气候
塞特在柯本气候分类法中属于地中海气候。
塞特境内设有气象站，以下为该气象站的数据（其中日照数据取自蒙彼利埃）：
| 塞特1981年－2019年  | 塞特1981年－2019年 | 塞特1981年－2019年 | 塞特1981年－2019年 | 塞特1981年－2019年 | 塞特1981年－2019年 | 塞特1981年－2019年 | 塞特1981年－2019年 | 塞特1981年－2019年 | 塞特1981年－2019年 | 塞特1981年－2019年 | 塞特1981年－2019年 | 塞特1981年－2019年 | 塞特1981年－2019年 |
| 月份                | 1月                | 2月                | 3月                | 4月                | 5月                | 6月                | 7月                | 8月                | 9月                | 10月               | 11月               | 12月               | 全年               |
| ------------------- | ------------------ | ------------------ | ------------------ | ------------------ | ------------------ | ------------------ | ------------------ | ------------------ | ------------------ | ------------------ | ------------------ | ------------------ | ------------------ |
| 历史最高温 °C（°F） | 20.2 (68.4)        | 21.8 (71.2)        | 27.1 (80.8)        | 31 (88)            | 33.1 (91.6)        | 40.3 (104.5)       | 37 (99)            | 36.4 (97.5)        | 34.2 (93.6)        | 32.1 (89.8)        | 25.4 (77.7)        | 20.4 (68.7)        | 40.3 (104.5)       |
| 平均高温 °C（°F）   | 10.8 (51.4)        | 11.6 (52.9)        | 14.6 (58.3)        | 16.9 (62.4)        | 20.6 (69.1)        | 24.9 (76.8)        | 27.8 (82.0)        | 27.4 (81.3)        | 23.7 (74.7)        | 19.3 (66.7)        | 14.3 (57.7)        | 11.4 (52.5)        | 18.6 (65.5)        |
| 日均气温 °C（°F）   | 8 (46)             | 8.6 (47.5)         | 11.3 (52.3)        | 13.5 (56.3)        | 17.2 (63.0)        | 21.2 (70.2)        | 23.9 (75.0)        | 23.7 (74.7)        | 20.3 (68.5)        | 16.5 (61.7)        | 11.6 (52.9)        | 8.8 (47.8)         | 15.4 (59.7)        |
| 平均低温 °C（°F）   | 5.3 (41.5)         | 5.5 (41.9)         | 7.9 (46.2)         | 10.1 (50.2)        | 13.8 (56.8)        | 17.4 (63.3)        | 20 (68)            | 19.9 (67.8)        | 16.8 (62.2)        | 13.6 (56.5)        | 9 (48)             | 6.2 (43.2)         | 12.1 (53.8)        |
| 历史最低温 °C（°F） | −11 (12)           | −12 (10)           | −6.2 (20.8)        | 1.4 (34.5)         | 4.2 (39.6)         | 6.5 (43.7)         | 12.4 (54.3)        | 8.9 (48.0)         | 2.8 (37.0)         | 1.1 (34.0)         | −1.5 (29.3)        | −7.2 (19.0)        | −12 (10)           |
| 平均降水量 mm（）   | 51.4 (2.02)        | 51.8 (2.04)        | 39.7 (1.56)        | 48.3 (1.90)        | 42.3 (1.67)        | 25.2 (0.99)        | 11.5 (0.45)        | 26.4 (1.04)        | 56.7 (2.23)        | 90.9 (3.58)        | 65.2 (2.57)        | 51.3 (2.02)        | 560.7 (22.07)      |
| 月均日照時數        | 142.9              | 168.1              | 220.9              | 227.0              | 263.9              | 312.4              | 339.7              | 298.0              | 241.5              | 168.6              | 148.8              | 136.5              | 2,668.3            |
| 来源：infoclimat.fr |                    |                    |                    |                    |                    |                    |                    |                    |                    |                    |                    |                    |                    |

## 行政区划
塞特是法国奥克西塔尼大区埃罗省的一个市镇，编号为34301。塞特隶属于蒙彼利埃区和埃罗省第七选区，管理塞特县，同时也是塞特地中海城市圈公共社区的办公驻地。
塞特市镇被划为7个街区，并实行街区自治制度。
法国国家统计与经济研究所（简称）在进行数据统计时，将塞特及相邻的另外6个市镇设为塞特城市核心区以及塞特城市区。自2020年起，塞特城市区被仅含有塞特的塞特城市辐射区代替。此外，还将塞特市镇分为了20个“块区”（IRIS），以便于统计人口分布情况。

## 交通

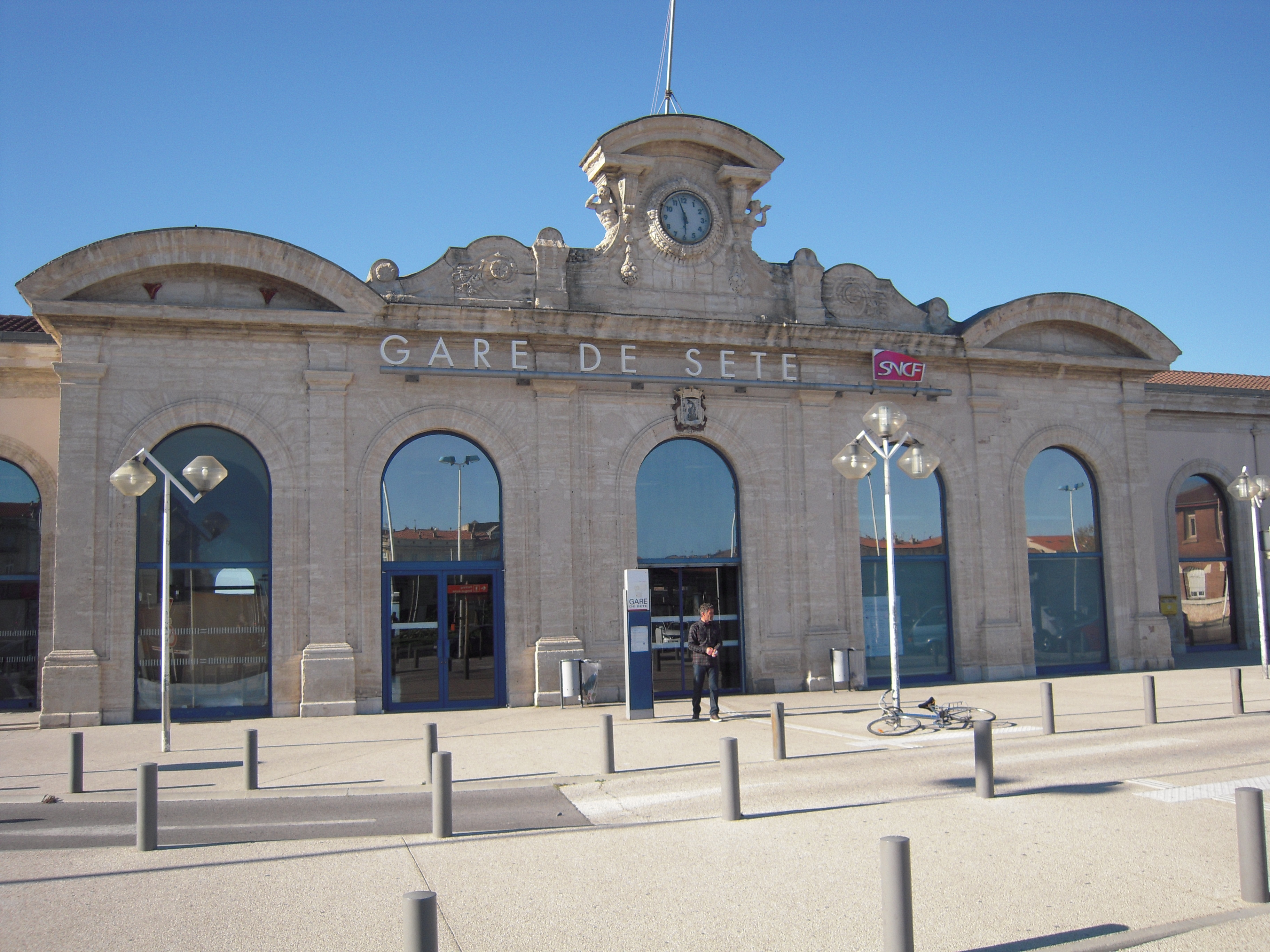
塞特火车站

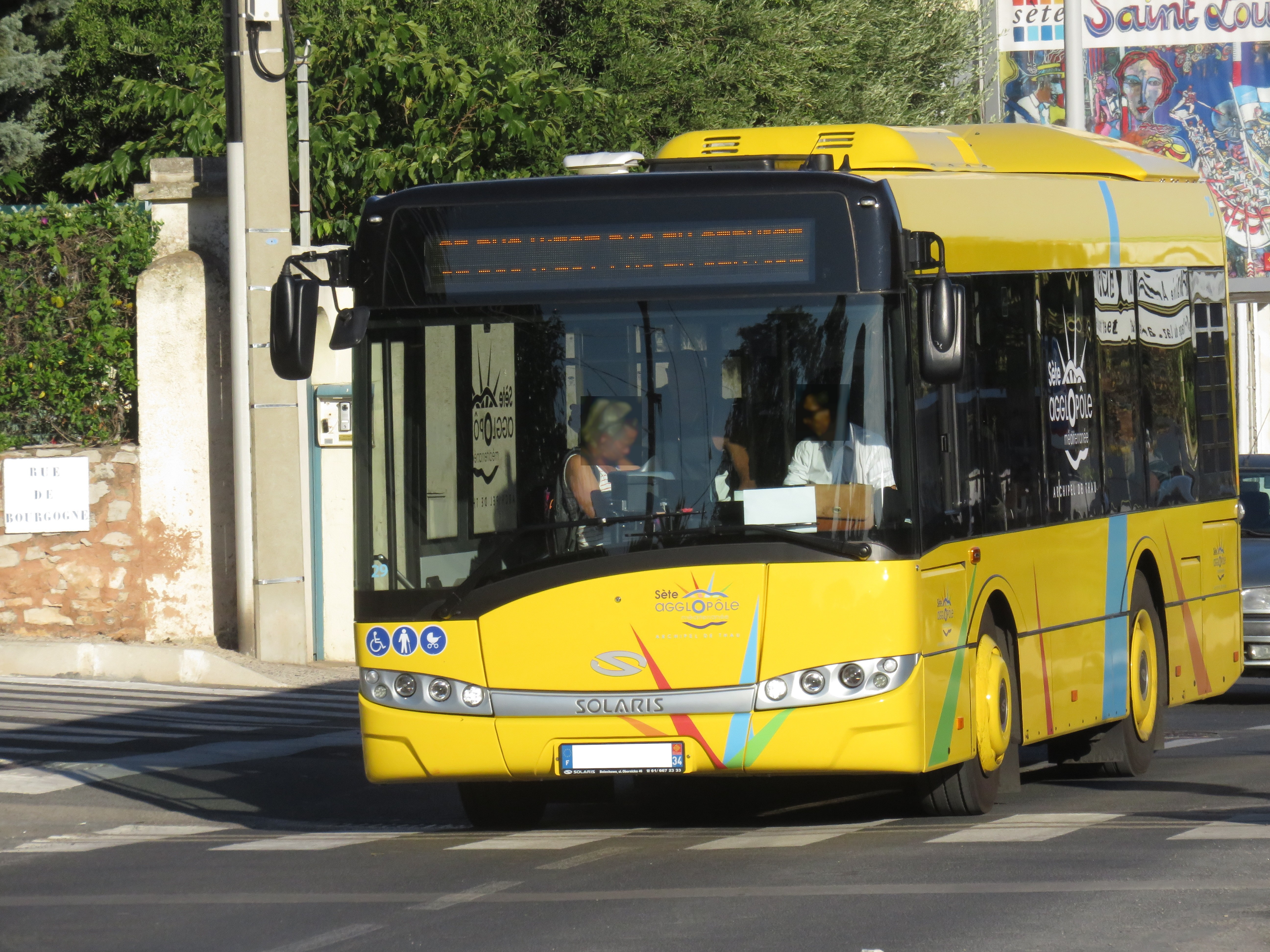
塞特市区的公共汽车

### 公路
埃罗省省道D2线经过塞特境内，奥克西塔尼大区下属的城际客运提供巴士线路，可前往周边部分市镇。
2017年，51.2%的塞特家庭拥有至少一辆的私人汽车。2018年，塞特境内共发生各类交通事故13起，造成1人遇难，21人受伤。

### 铁路
塞特位于波尔多－塞特铁路和塔拉斯孔－塞特铁路的交汇处，两条铁路在此贯通运行。塞特站位于市区东北部，停靠往返于巴黎和佩皮尼昂之间的高速列车、往返于波尔多和马赛一线的城际列车以及往返于阿维尼翁和佩皮尼昂之间区域列车。

### 航空
距离塞特最近的民用航空站为蒙彼利埃机场，距离塞特市中心的公路里程约33公里。

### 城市公共交通
塞特城市圈公共交通（商业名称为）是当地的城市公共交通系统。截至2021年3月，该系统共包括22条公交线路，包括一条定制公交线路和一条长途线路（915路），路网覆盖了塞特市区内的主要街道和居民区。

## 政治

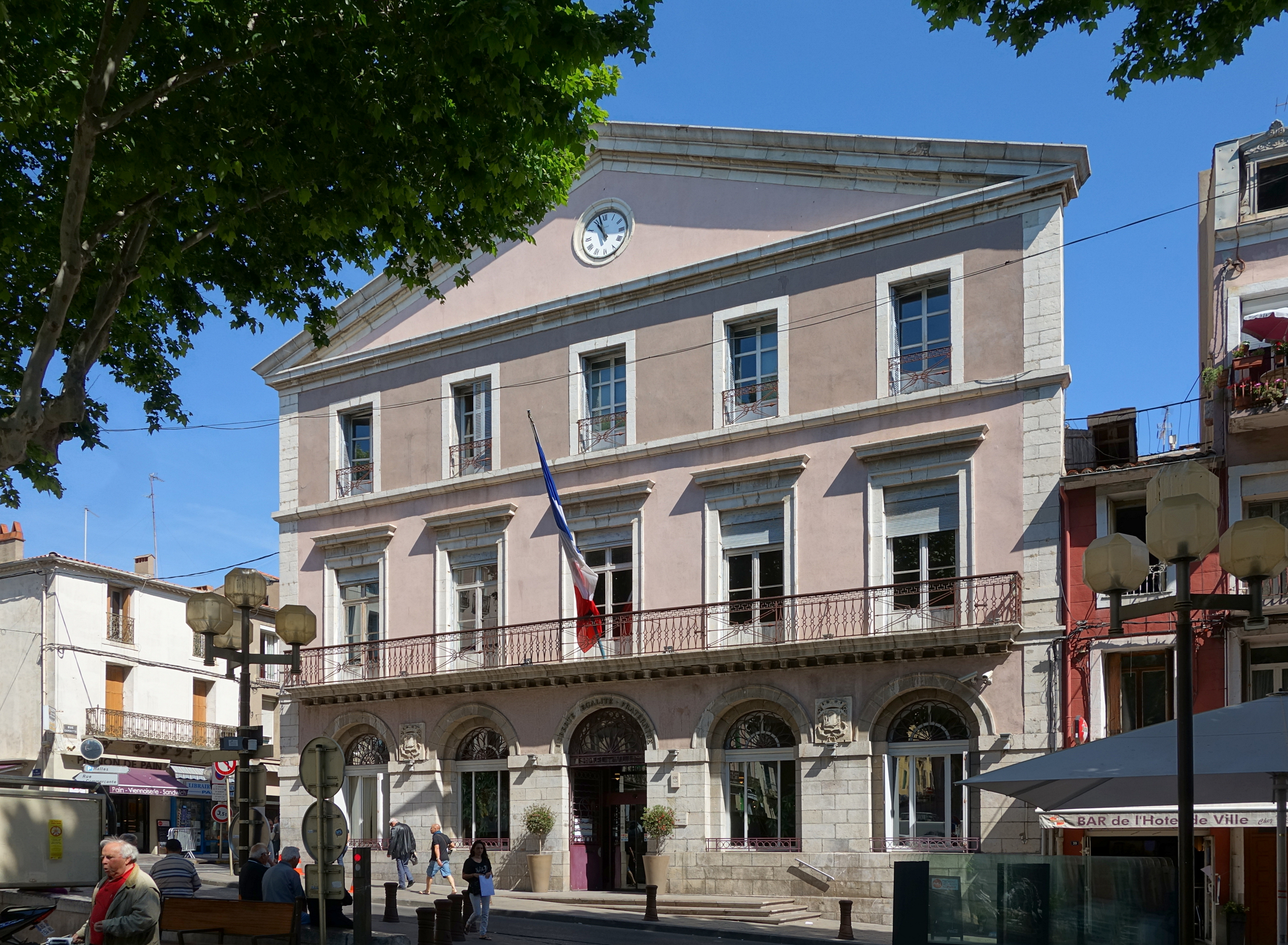
塞特市政厅

塞特的现任市长为弗朗索瓦·科梅纳先生，他是一名右翼无党派人士，在2020年的市政选举中获得了47.1%的支持率。
在2017年的法国总统大选中，法国第25任总统埃马纽埃尔·马克龙在塞特获得了55.69%的支持率。
| 塞特历届市长   |                   |                                              |
| 任期           | 市长              | 党派                                         |
| 1944年－1947年 | 皮埃尔·阿罗       | PCF法国共产党                                |
| 1947年－1959年 | 加斯通·埃斯卡盖尔 | MRP人民共和运动                              |
| 1959年－1973年 | 皮埃尔·阿罗       | PCF法国共产党                                |
| 1973年－1983年 | 吉尔贝·马尔泰利   | PCF法国共产党                                |
| 1983年－1996年 | 伊夫·马尚         | UDF法国民主联盟 →CDS社会民主中心             |
| 1996年－2001年 | 弗朗索瓦·利贝尔蒂 | PCF法国共产党                                |
| 2001年－       | 弗朗索瓦·科梅纳   | UMP人民运动联盟 →LR共和黨 →DVD右翼无党派人士 |

## 人口
2017年，塞特市镇人口数量为43,229，在法国排名第165位。其中男性20,161人，女性23,068人，75岁及以上人口占12.4%，外籍人口数量为10,159人，人口密度为1,786人/平方公里，当地居民被称为（男性）或（女性）。2018年，塞特境内出生406人，死亡人口582人。
| 年份   | 1936   | 1946   | 1954   | 1962   | 1968   | 1975   | 1982   | 1990   | 1999   | 2006   | 2011   | 2016   | 2018   |
| ------ | ------ | ------ | ------ | ------ | ------ | ------ | ------ | ------ | ------ | ------ | ------ | ------ | ------ |
| 人口數 | 37,324 | 31,203 | 33,454 | 36,301 | 40,476 | 39,258 | 39,545 | 41,510 | 39,542 | 43,008 | 43,408 | 43,609 | 43,686 |

## 经济
塞特是一个区域性的中心城市，当地共有各类用人单位9,155家，平均历史为16年，其中98.15%为中小型企业（PME）。（饮品销售）、（饮品销售）及（化工产品销售）是当地2019年营业额最高的三个企业，分别为60,376,825欧元、49,423,123欧元和47,765,685欧元。

## 财政收入
2019年，塞特的财政收入总额为88,227,000欧元，财政支出总额为78,095,100欧元，当年的债务总额为70,504,300欧元。
2015年，塞特的人均月收入总额为2,229欧元，其中高级职员为4,162欧元，中级职员为2,638欧元，普通职员为1,781欧元。
2017年，塞特境内的青壮年（15至64岁）失业率为21.6%，当地42.9%的家庭拥有纳税资格。

## 社会事务

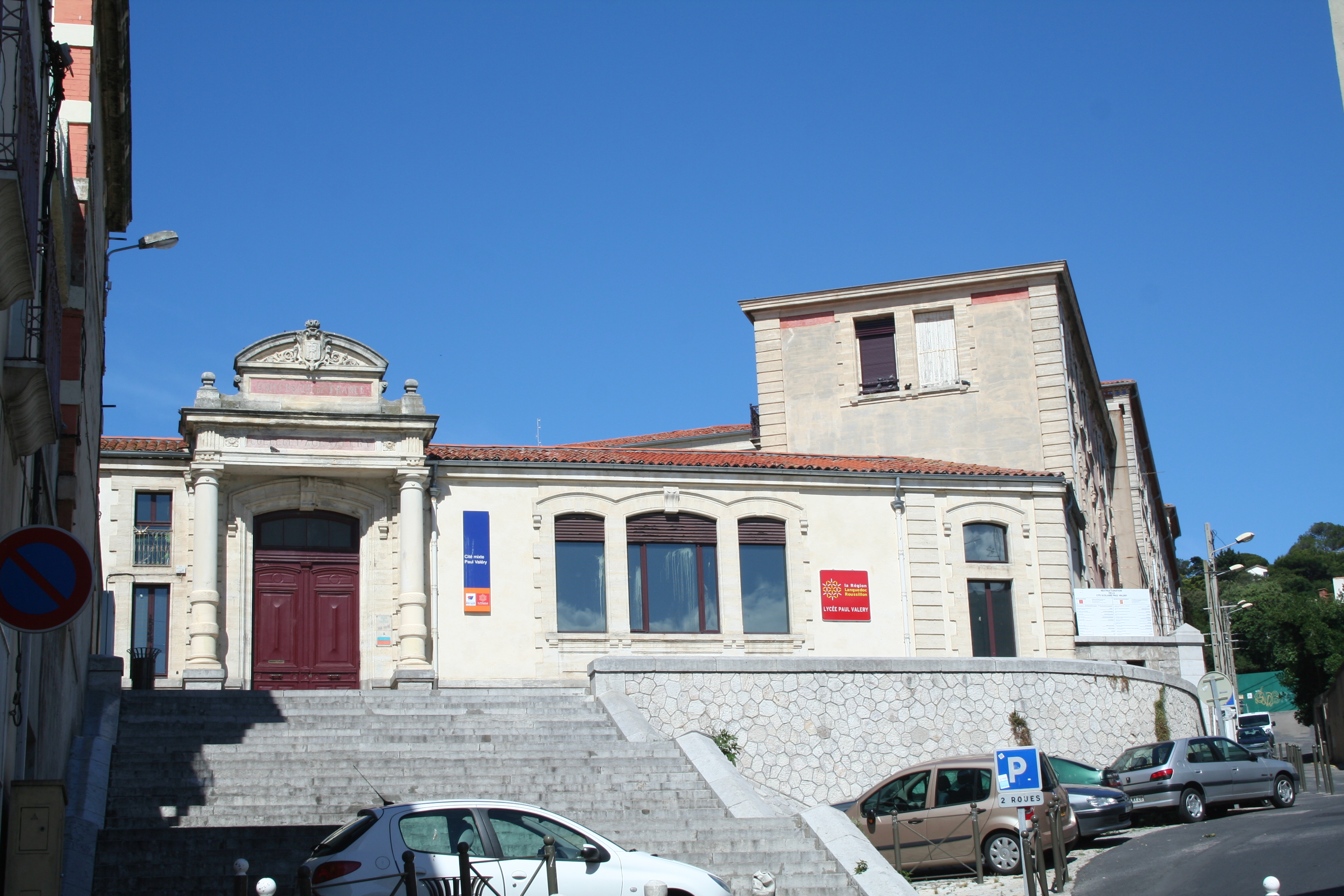
塞特境内的一处高级中学

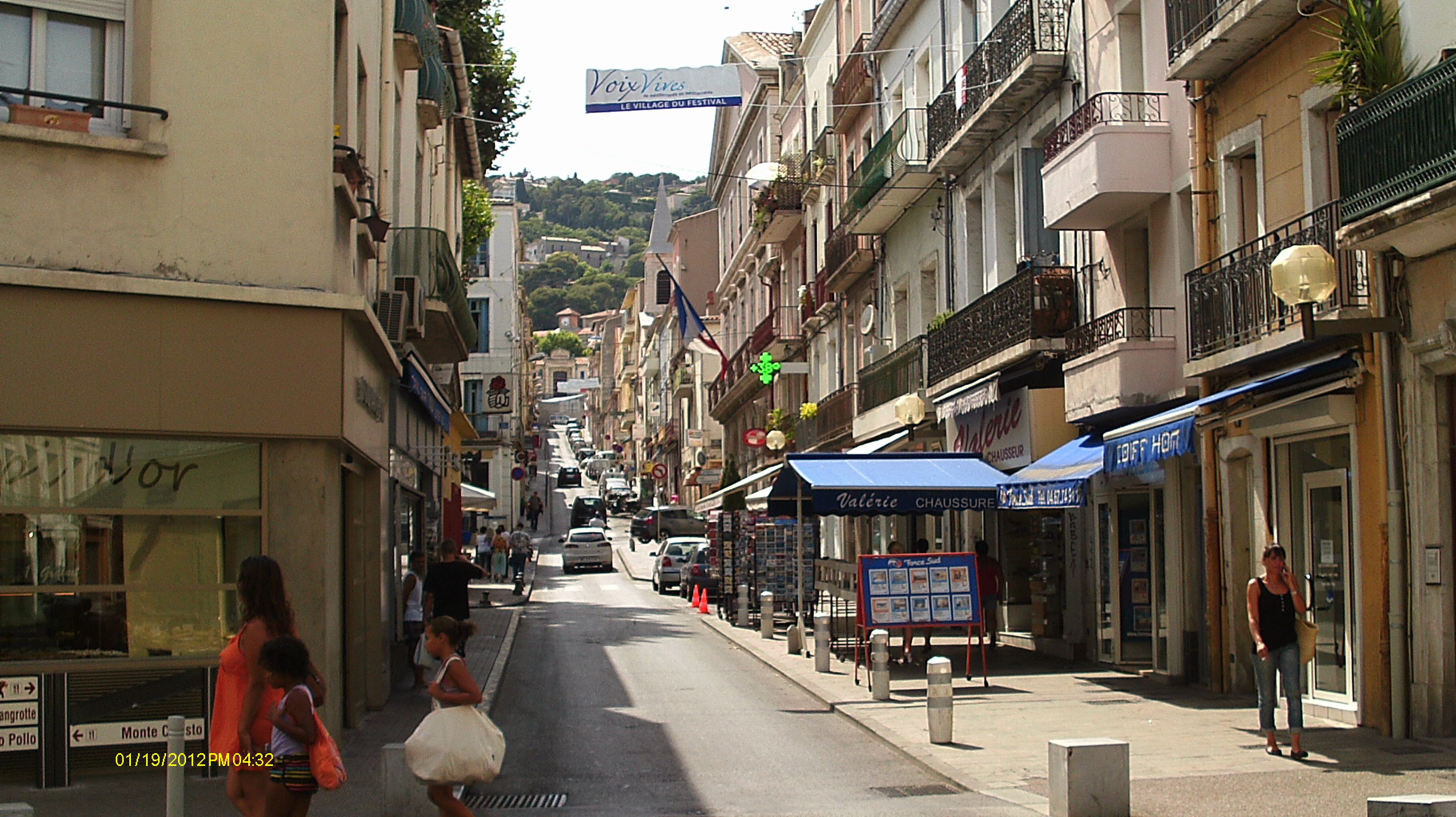
塞特市中心街道

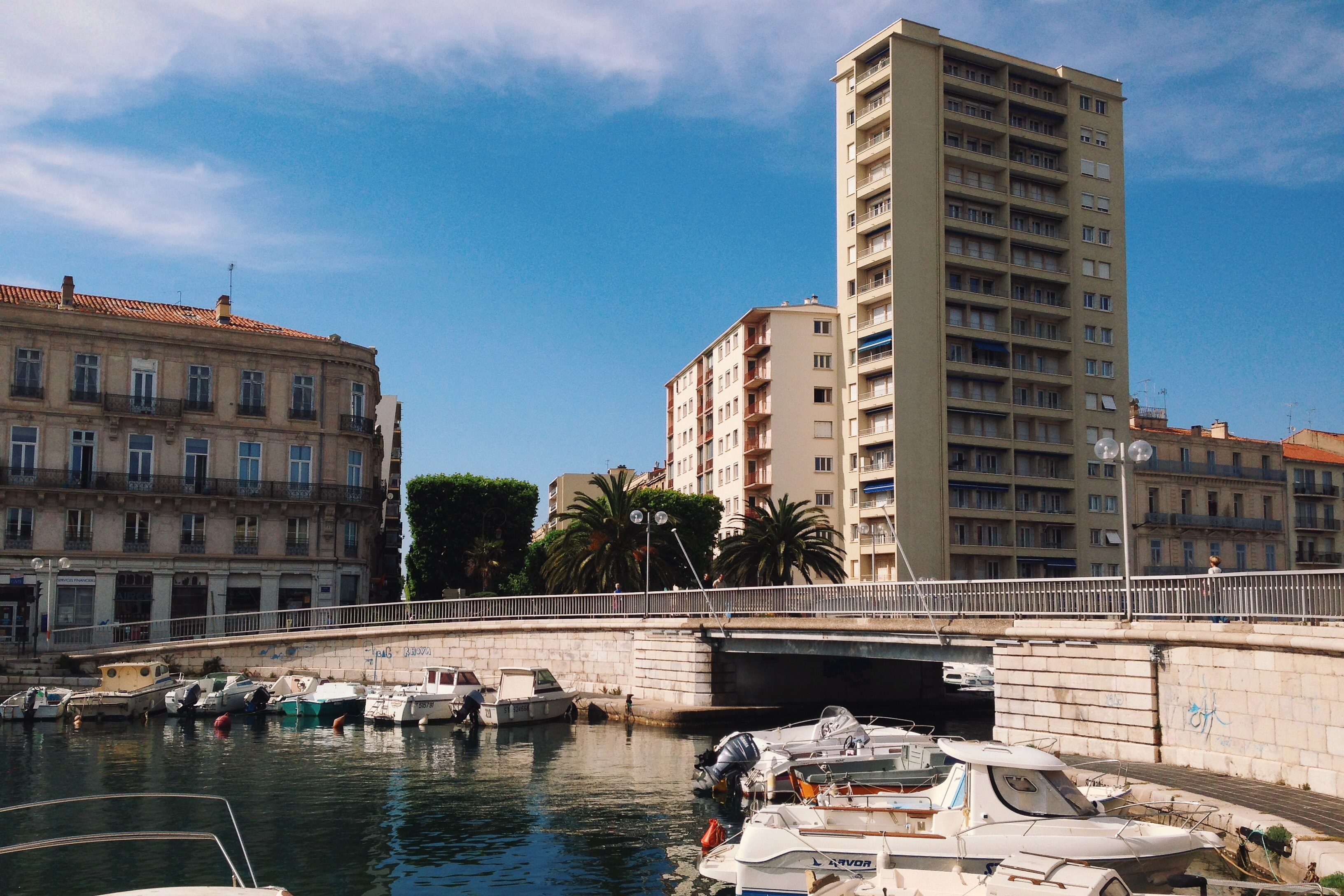
塞特境内的现代建筑

### 教育
塞特属于蒙彼利埃学区。截止2019年1月1日，塞特境内共有12所幼儿园、13所小学、5所初级中学、3所普通高中和3所职业高中。2018至2019学年度，塞特境内共有在校中等教育阶段学生3,965名。
在高等教育方面，隶属于蒙彼利埃大学的蒙彼利埃-塞特大学技术学院在塞特设有校区，其下属的化学学院在此授课。

### 医疗
截止2019年1月1日，塞特境内共有全科医生62名、保健师97名、牙医30名、护士151名、耳科医生3名、眼科医生5名、皮肤科医生4名、助产士4名、儿科医生6名和妇科医生5名。境内共有药房26家、养老院5家、残疾人帮扶中心2家。
塞特中心医院，全名为“托湖大桥中心医院”（Hôpitaux du Bassin de Thau），是法国的一个区域性医疗机构，其主病区“圣克莱尔医院”（Hôpital Saint Clair）位于塞特市区，设有床位200个，是当地规模最大的公立综合性医院。

### 住房
2017年，塞特境内共有各类住房32,194套，其中18.7%为独立式居民区，81.2%为集中式居民区。常住房屋占塞特市镇范围内居民建筑总量的70.2%。
在住房保障政策方面，2017年，塞特境内共有7,084户家庭获得了住房经济补助，受益人数占总人口数量的16.4%，其中6,885份为房租补助。

### 商业
2019年，塞特境内共有各类实体商铺1,519家，其中餐厅358家、大型超市8家、杂货店38家、面包房40家、肉铺33家、书店25家、装饰品店3家、银行门店19家、美容美发店83家、汽车维修店74家。市区东部建有家樂福超市。

### 体育
2019年，塞特境内共有3家游泳池、7间体育馆、1座综合体育场、23处网球场、1处马术场、5处足球或橄榄球场以及3处篮球或排球场。
截至2021年3月，塞特境内共有五家注册足球俱乐部。其中塞特足球俱樂部成立于1900年，曾于1934年和1939年两次获得法国甲级足球联赛的冠军，2020至2021赛季参加法国全国联赛（法丙）。
塞特因当地的特色体育项目——朗格多克海上比武而闻名。

### 环境
塞特的环境事务由其所属的公共社区负责。2019年，塞特境内共有3家污染企业。

### 治安
2019年，塞特市镇范围内有1处派出所。
2014年，塞特及附近地区共发生各类案件4,017起，其中盗窃类案件2,560起，经济类案件367起，毒品交易类案件331起。

## 文化
2019年，塞特境内共有1家剧场、1家电影院、1家博物馆和1家音乐厅。乔治·布拉桑斯天地是当地重要的文化设施。塞特市政府提供多媒体中心，向公众全年开放。

### 建筑
塞特境内有多处法国国家文物保护单位，其中塞特圣路易教堂、海洋剧场等为当地的代表性建筑物。

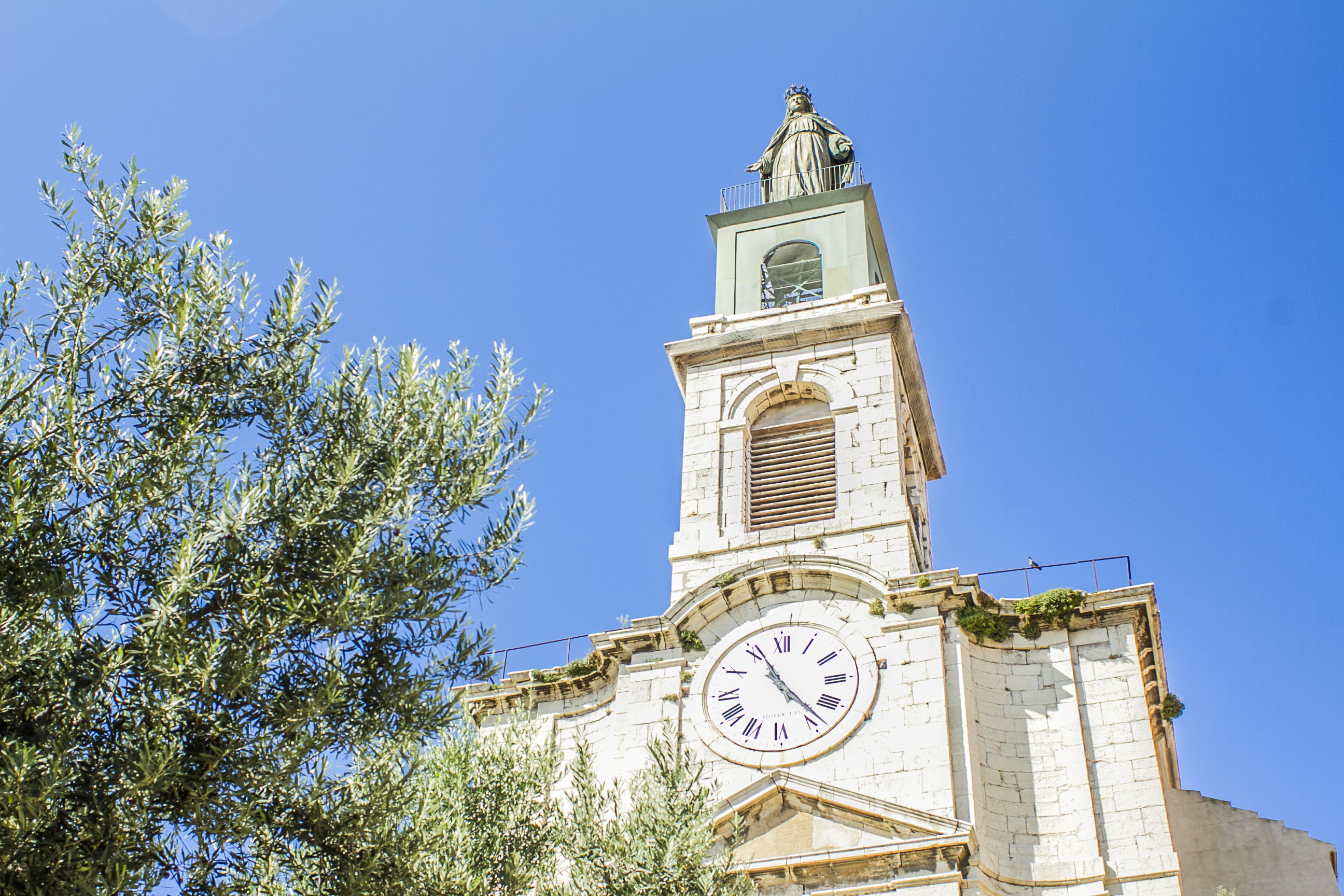
塞特圣路易教堂（法语：Église décanale Saint-Louis de Sète）
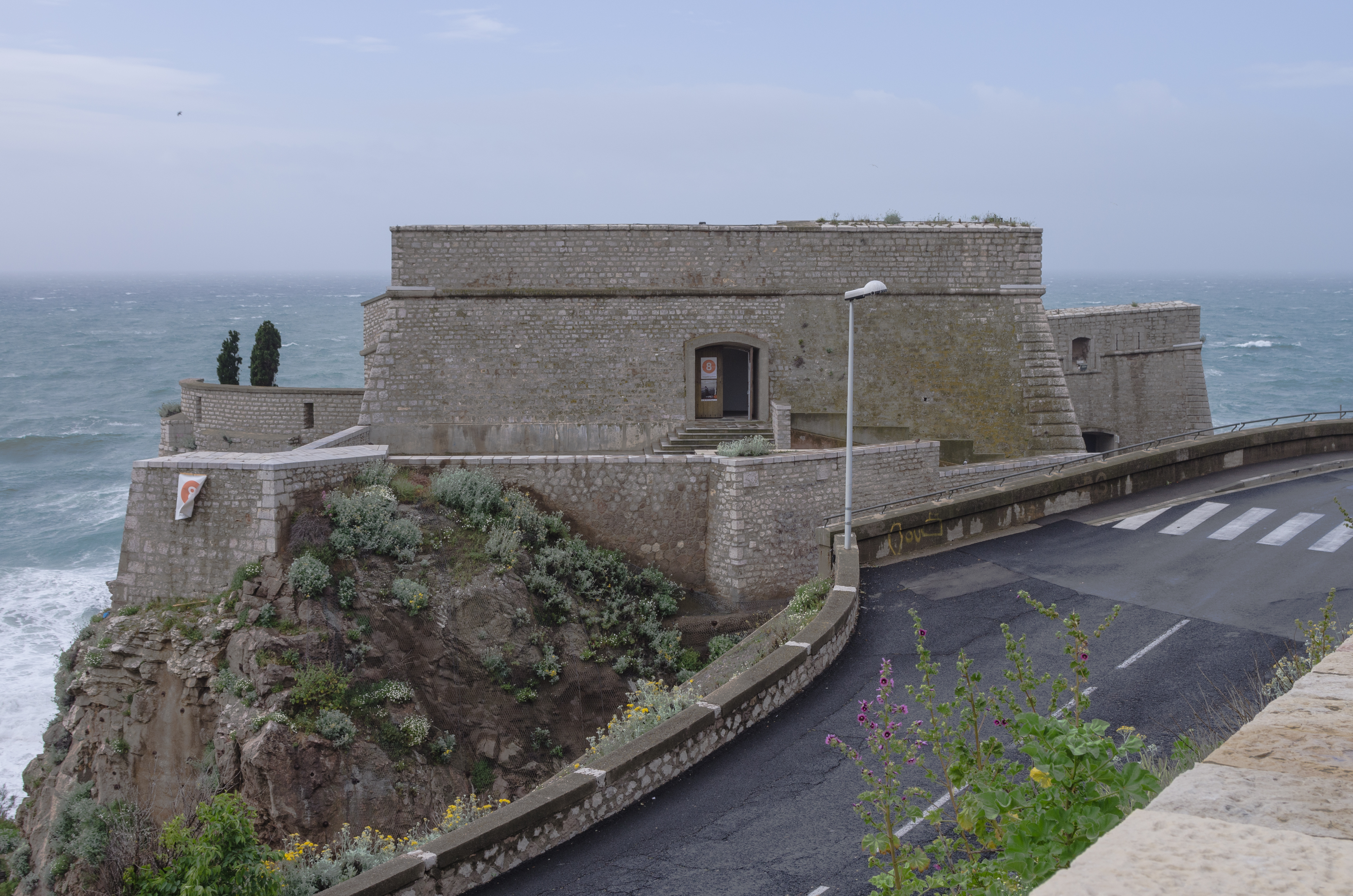
海洋剧场（法语：Théâtre de la Mer）
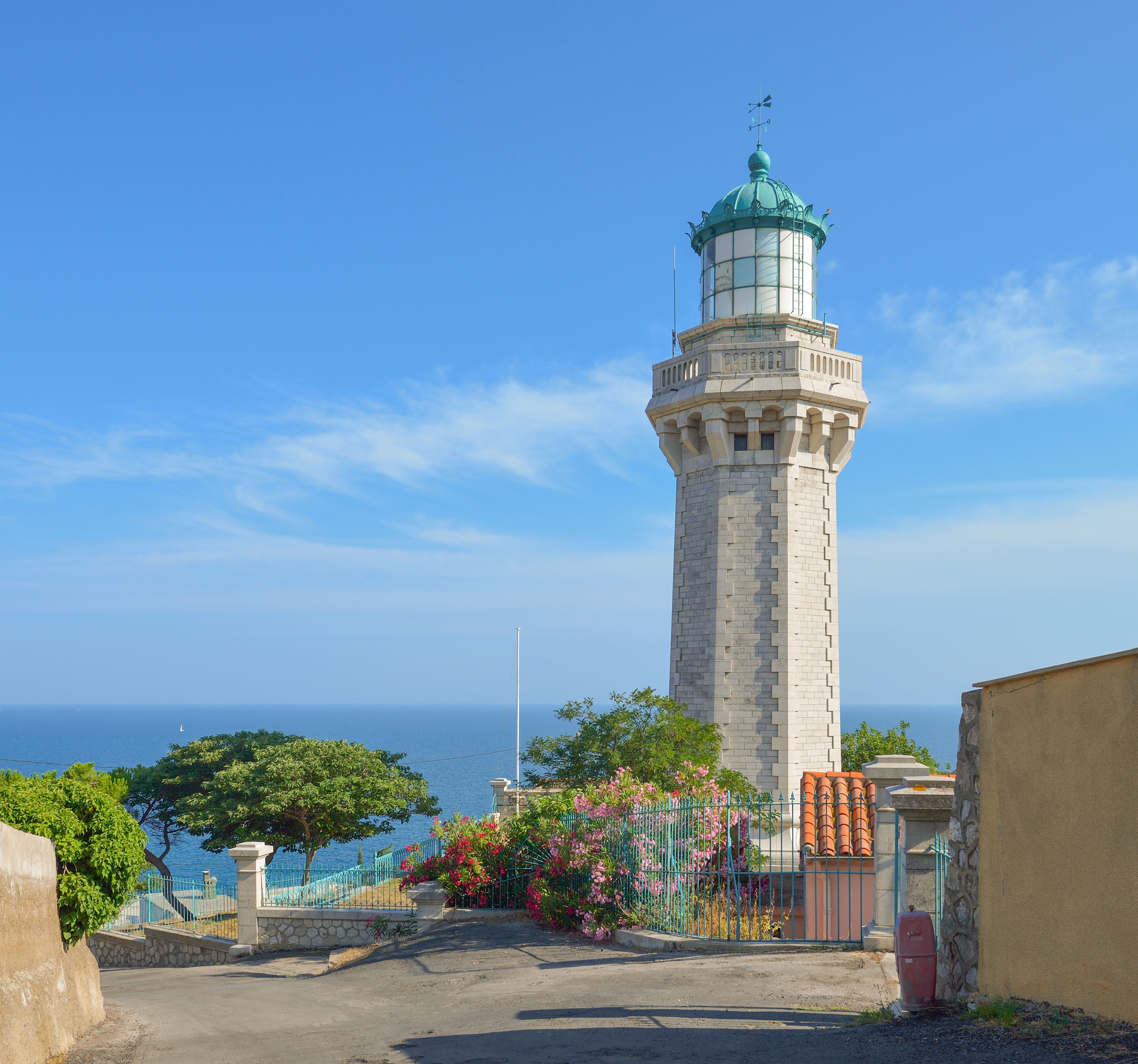
圣克莱尔灯塔
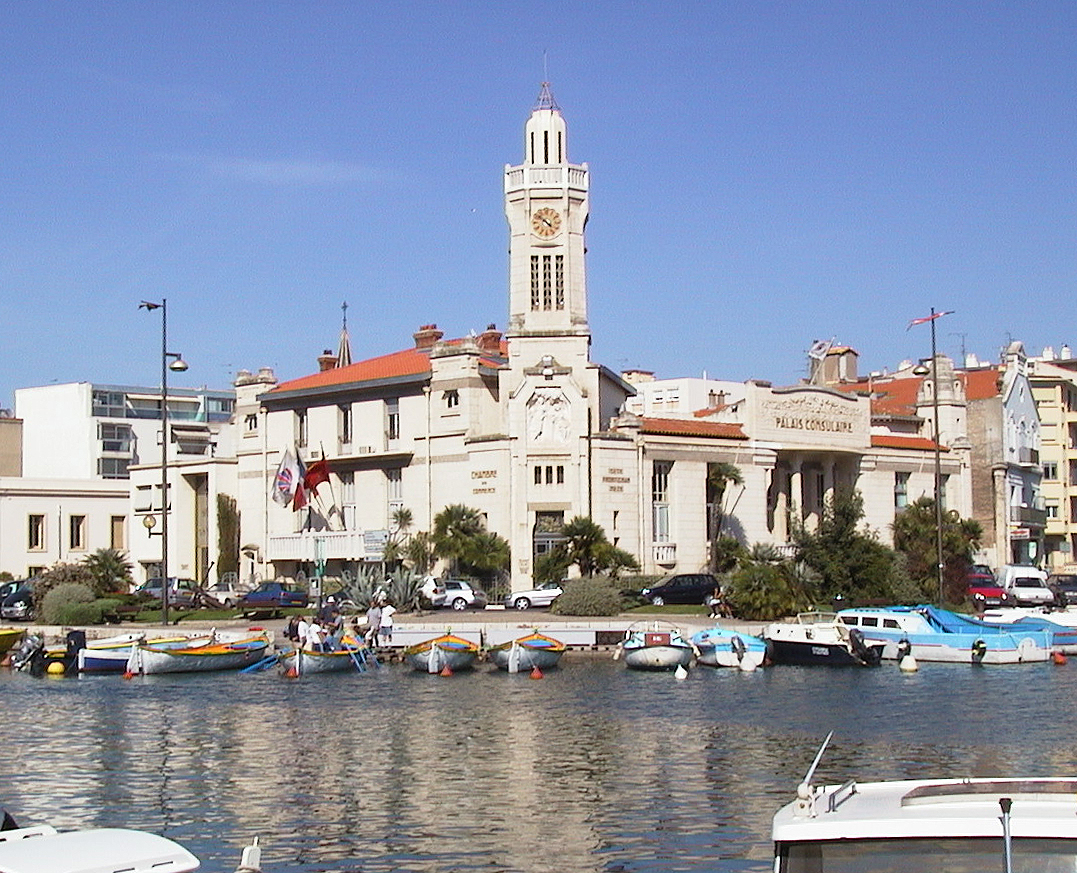
工商会大楼
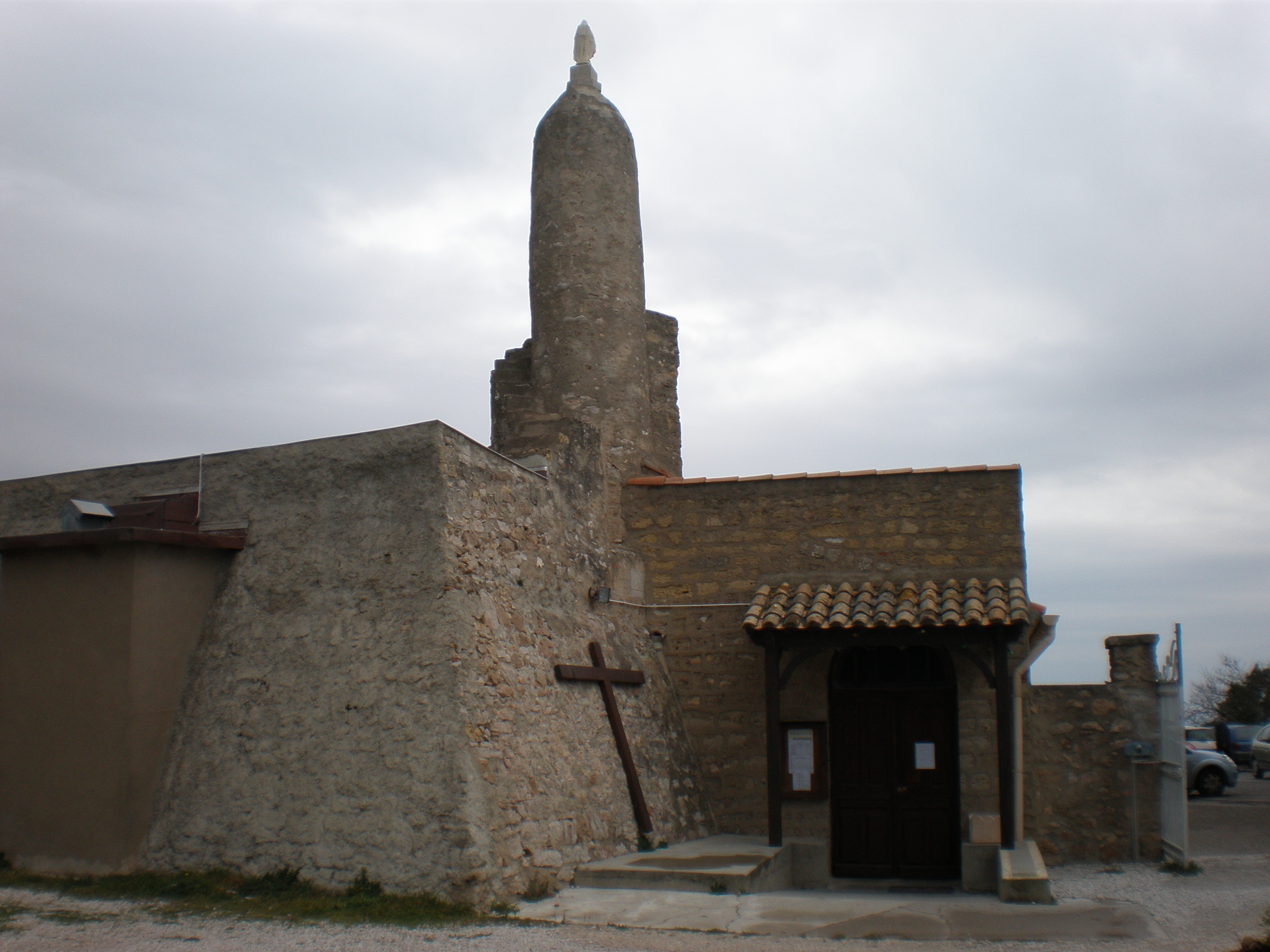
圣母教堂
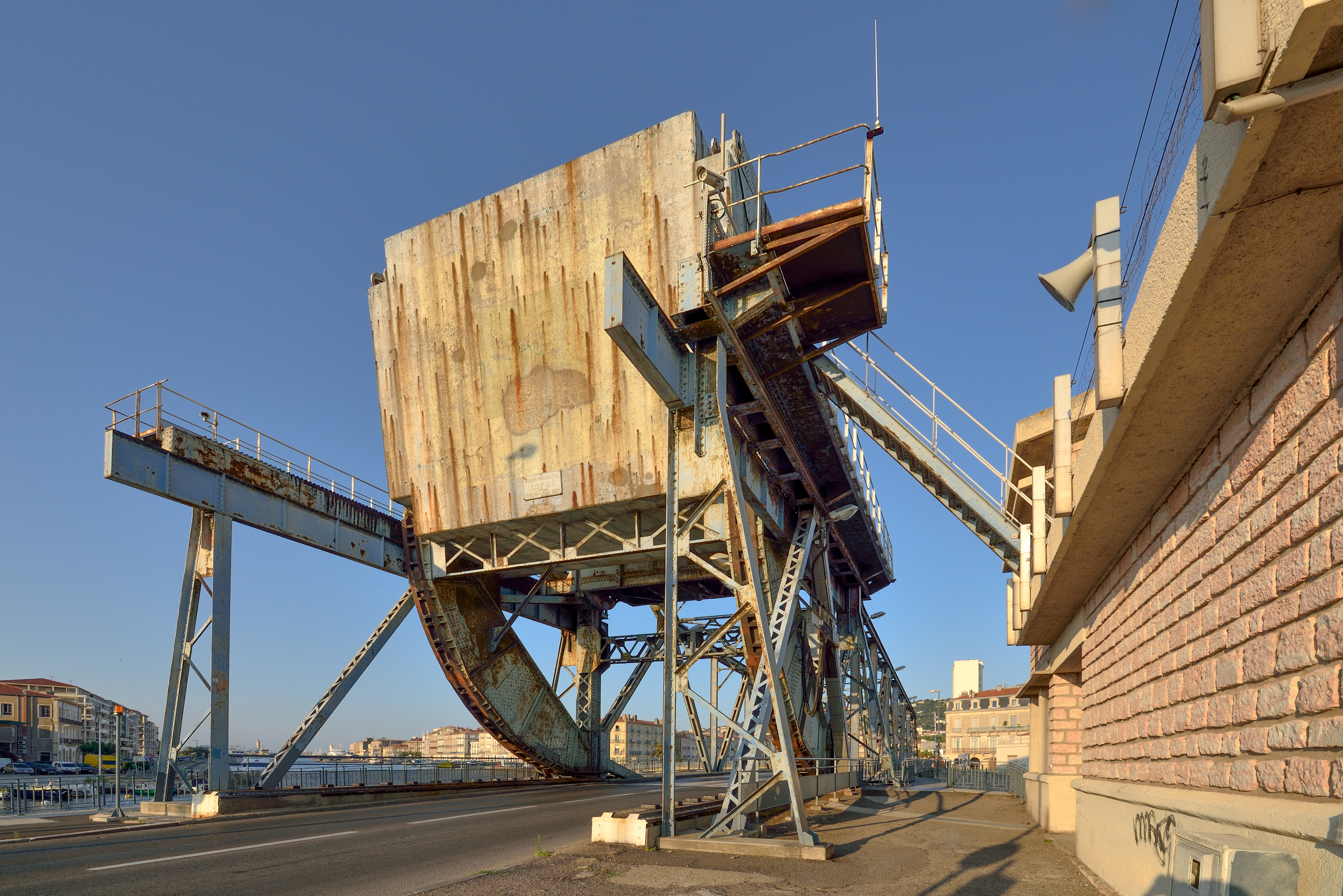
蒂沃利闸门桥
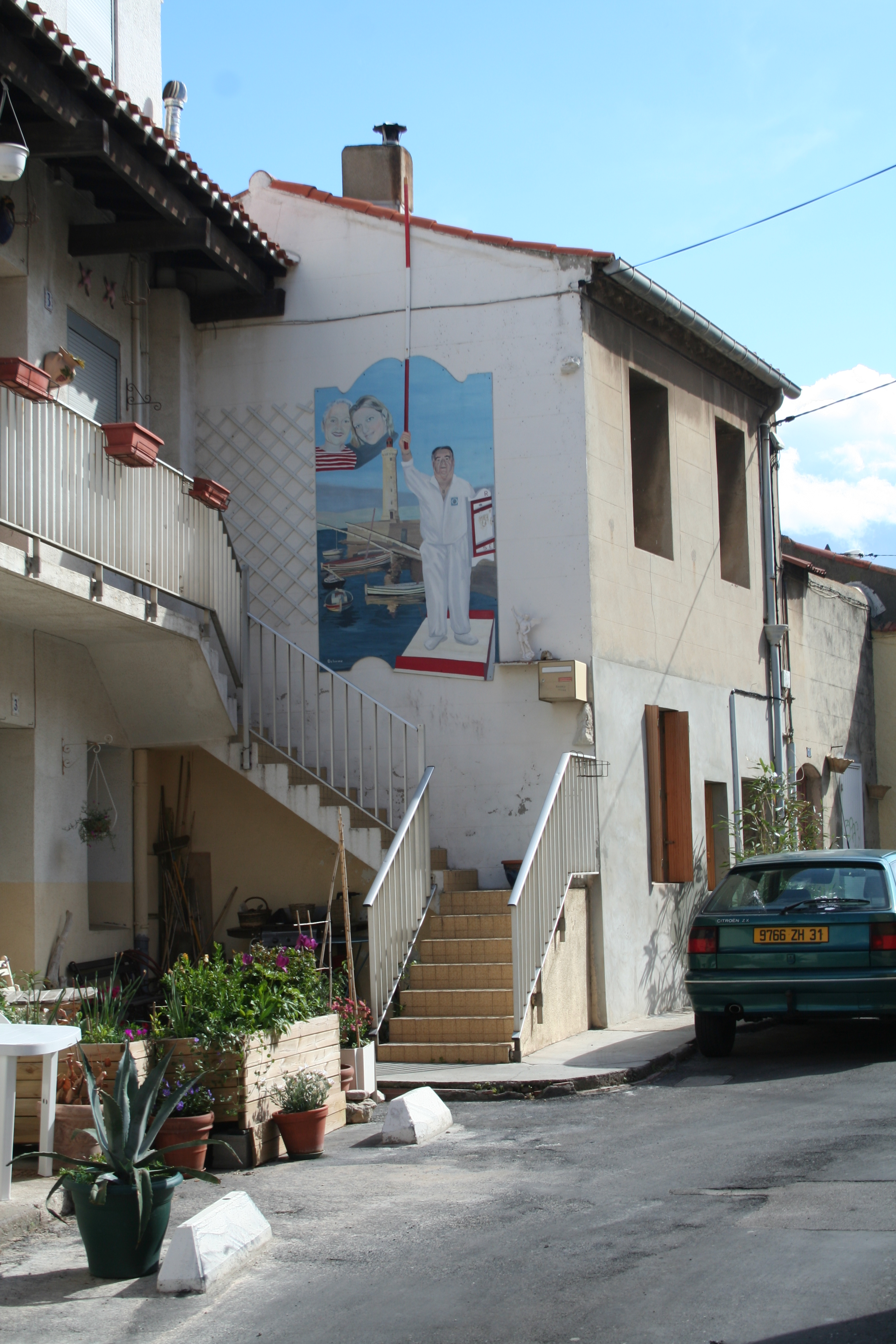
传统居民建筑

### 旅游
塞特的旅游事务由其所属的公共社区负责。2020年，塞特境内共有15家宾馆共计506间房间；另有1个露营地，可容纳共1,084辆露营车。

### 媒体
法国主要的媒体均可在塞特接收，法国电视三台下属的奥克西塔尼大区频道在部分时段播出塞特所属区域的地方新闻。

### 饮食
塞特因当地的美食而闻名，塞特叉烧和塞特鱼汤是当地的代表性地方食物。

## 相关人物
塞特是保罗·瓦勒里、让·维拉尔、乔治·布拉桑斯、格雷戈里·皮耶罗等艺术家的故乡。

## 友好城市
截至2021年3月，塞特共与四座城市互为友好城市关系：
- 德国 多瑙河畔诺伊堡
- 義大利 切塔拉
- 英格兰 哈特爾浦
- 摩洛哥 杰迪代